# Påarps GIF
Påarps gymnastik- och idrottsförening var en idrottsförening i Påarp. Den verkade mellan 1931 och 2011. Föreningens matcharena hette Medevi IP och invigdes 1949. Träningsområdet var Kernekroken. 

## Historik
Föreningen bildades den 16 februari 1931 av John Dahl, Thure Persson, Axel Lindh, Hjalmar Cronkvist och William Lund. Till en början utövades gymnastik. Den 19 augusti 1932 invigdes Haga fotbollsplan invid Flybjärs tivoli. Publikrekordet på Haga var strax över 700 betalande och 1933 började man spela organiserat i fotbollsserien. I mitten av 1950-talet fanns även damhandboll på programmet. I modern tid spelade man endast fotboll och innebandy i föreningen. 
Under tidigt 2000-tal vandrade klubben från division 5 till division 3 med lagkapten och senare spelande assisterande tränare Lars "Lille-Lasse" Andersson. Under 2000-talet etablerade man sig som en division 3-förening, och som bäst var A-laget (herrar) uppe i division 2 under 2006. 2011 blev dock sista året i klubbens 80-åriga historia. Sviktande ekonomi och sjunkande medlemsantal ledde till att man beslutade sig för att gå samman med Bårslövs BoIF och bilda den nya föreningen Helsingborg Östra IF.
Klubbens mest kände spelare är Andreas Granqvist. Efter ungdomsåren i Påarp värvades han till Helsingborgs IF och gick sedan vidare till spel i flera stora ligor och det svenska landslaget. 